# Злата Могленская
Зла́та Могленская (болг. Злата Мъгленска, макед. Злата Мегленска, Хри́са, Хри́сия, греч. Χρυσῆ; 13 октября 1750—18 октября 1795, Слатина) — православная святая, почитаемая Сербской и Болгарской церковью как великомученица, а также Греческой церковью, как дева-мученица. Память совершается (по юлианскому календарю): 13 октября (воспоминание чуда в Скопье) и 18 октября (день преставления).

## Жизнеописание
О жизни святой Златы известно из её краткого греческого жития, написанного в 1799 году преподобным Никодимом Святогорцем со слов протоигумена Тимофея, бывшего свидетелем её мученичества.
Согласно ему, Злата жила в селе Слатина (современное греческое село Хриси в номе Пелла). Происходила из бедной христианской болгарской семьи, имела трёх сестёр. Злата отличалась красотой и привлекла внимание турка, который похитил её и попытался склонить перейти в ислам, пообещав жениться на ней. Злата отказалась, убедить её изменить веру попытались турецкие женщины, а также родные, которых принудили к этому угрозой наказания. Злата не поддалась на уговоры и была подвергнута истязаниям: её избивали палками, вырезали из её кожи ремни, прижигали лицо. В селе находился протоигумен афонского монастыря Ставроникита Тимофей, которому Злата передала просьбу помолиться за неё, он и стал свидетелем её мученической смерти. После всех истязаний, видя непреклонность девушки, турки повесили её на груше и, состязаясь друг с другом, рубили её тело саблями. Злата была тайно погребена своими односельчанами.
В 1912 году в городе Скопье вспыхнуло антитурецкое восстание сербов. По преданию, 13 (26) октября перед сербскими воинами явилась дева, которая укрепила их перед боем, чем помогла одержать победу над турками. В этой деве сербы узнали Злату Могленскую, которая после этого была  причислена к лику святых. В память о чуде в Скопье было установлено отдельно празднование великомученице Злате.
Святая Злата особо почитается в Македонии и Болгарии. На иконах её изображают молодой девушкой в национальном болгарском или македонском свадебном наряде.